# Harry Cleaver
Harry Cleaver Jr. (ur. 21 stycznia 1944) jest amerykańskim naukowcem i wykładowcą akademickim, teoretykiem marksistowskim oraz aktywistą politycznym. Obecnie pełni stanowisko profesora emeritus na uniwersytecie Teksańskim w Austin. Jest najbardziej znany jako autor koncepcji politycznego czytania Kapitału, do której tytuł wzięła jego pierwsza książka – autonomistycznego czytania Kapitału oraz innych tekstów Karola Marksa. Cleaver obecnie aktywnie wspiera ruch Zapatystów w Chiapas w Meksyku.

## Edukacja i aktywizm
Cleaver rozpoczął studia na uniwersytecie w Antioch w 1962 roku, a ukończył je z licencjatem z ekonomii w 1967. W tamtym okresie zaangażował się w Ruch praw obywatelskich, co zapoczątkowało jego aktywizm polityczny. Między 1964 a 1965 Cleaver studiował za granicą na uniwersytecie w Montpelier, gdzie pomagał francuskiej unii studentów, Union Nationale des Étudiants de France, bronić się przed ich skrajnie prawicowym odpowiednikiem, Fédération des étudiants nationalistes. W 1967 Cleaver dostał się do szkoły doktorskiej na uniwersytecie Stanforda w ramach programu ekonomicznego. Podczas pobytu w uniwersytecie Stanforda był bardzo zaangażowany w protesty przeciwko wojnie w Wietnamie. Jako doktorant i aktywista studencki w tamtym czasie protestował przeciwko koneksjom instytutu Stanforda z  Departamentem Obrony Stanów Zjednoczonych, które stały się przedmiotem jego pracy dyplomowej o Zielonej Rewolucji i Inżynierii społecznej. Rozczarowanie brakiem adekwatnych narzędzi teoretycznych w ekonomii głównego nurtu doprowadziło Cleavera do poszukiwania rozwiązań w ekonomii marksistowskiej. Ograniczenia ortodoksyjnej ekonomii marksistowskiej tamtego okresu, które uniemożliwiały jej dostrzeżenie zmagań wietnamskich chłopów, skłoniły Cleavera do reinterpretacji tej teorii w duchu autonomistycznym, co zaowocowało metodą politycznej lektury Kapitału Marksa.

## Kariera naukowa
W 1971 Cleaver został zatrudniony jako adiunkt na uniwersytecie w Sherbrooke w Montrealu, gdzie nauczał przez trzy lata i dokończył swoją prace doktorską oraz badał quebecki nacjonalizm. W okresie 1974–1976 Cleaver był adiunktem wizytującym w departamencie ekonomii The New School. Od 1976 piastował stanowisko profesora ekonomii na uniwersytecie Teksańskim w Austin, nauczając przez 36 lat, aż do odejścia na emeryturę w 2012 roku i przejścia na stanowisko profesora emeritusa.

## Harry Cleaver w Polsce
Co najmniej od 2012 roku Harry Cleaver utrzymuje kontakty z polskimi kolektywami i organizacjami związanymi z ideą autonomizmu, m.in. z poznańskim skłotem Rozbrat, związkiem zawodowym Inicjatywa Pracownicza oraz organizacjami studenckimi. 23 października 2012 Cleaver uczestniczył w konferencji "Hegel and Marx on the global crisis" zorganizowaną przez Polskie towarzystwo Hegla i Marksa, gdzie udzielił wykładu pt. Rupturing the Dialectic: The Struggle against Work, Financial Crisis and Beyond. W maju 2018 roku poprowadził natomiast wykład i seminarium w ramach serii wydarzeń "Atlas Planetarnej Przemocy" organizowanej przez Muzeum Sztuki Nowoczesnej w Warszawie oraz Biennale Warszawa. W grudniu 2023 roku Harry Cleaver wziął udział w dyskusji ze studentami prowadzącymi okupację Domu Studenckiego Jowita w Poznaniu. Na potrzeby tego spotkania przygotował on jeden z tekstów, który ukazał się w książce dokumentującej okupację. Równocześnie patronował on seminariom Wprowadzenie do marksizmu autonomistycznego prowadzonym w latach 2023-24 na Uniwersytecie Śląskim w Katowicach.

## Częściowa bibliografia

### Publikacje w języku polskim

#### Książki
- Harry Cleaver: Polityczne czytanie Kapitału. Poznań: Oficyna Wydawnicza Bractwa Trójka, 2011. ISBN 978-83-926662-7-1. Brak numerów stron w książce
- Harry Cleaver, Bell Peter: Teoria kryzysu jako teoria walki klas. Poznań: Spółdzielnia Socjalna Ruchomości, 2017. ISBN 978-83-944856-4-1. Brak numerów stron w książce
- Harry Cleaver: Kategorie marksistowskie, kryzys kapitału i współczesne konstytuowanie się podmiotowści społecznej. W: Werner Bonefeld (red.): Pisma rewolucyjne w polityce postpolitycznej. Poznań: Oficyna Wydawnicza Bractwa Trójka, 2012, s. 42-77. ISBN 978-83-933082-0-0.

#### Artykuły
- Harry Cleaver. Praca w szkole i walka przeciwko pracy w szkole. „Przegląd anarchistyczny”, 2006, 2024. Poznań: Oficyna Wydawnicza Bractwa Trójka. ISSN 1898-7052. Reedycja: 2024. Katowice: Pojęcia przy pracy.
- Harry Cleaver: Cyrkulacja walk jako forma organizacji. W: Krzysztof Król (red.): Autonomia robotnicza. Poznań: Oficyna Wydawnicza Bractwa Trójka, 2007, s. 59-82. ISBN 978-83-923977-4-8.
- Harry Cleaver: Przełamując dialektykę. Walka przeciwko pracy i wyjście poza kryzys finansowy. Anarcho-Biblioteka. [dostęp 2024-09-13]. (pol.).

### Publikacje w języku angielskim

#### Książki
- Harry Cleaver, 33 Lessons on Capital: Reading Marx Politically, London: Pluto Press, 2019, ISBN 978-0745339979. Brak numerów stron w książce
- Harry Cleaver, Rupturing the Dialectic: The Struggle Against Work, Chico: AK Press, 2017, ISBN 978-1849352277. Brak numerów stron w książce
- Harry Cleaver, Reading Capital Politically, Austin: University of Texas Press, 1979, ISBN 978-0292770157. Brak numerów stron w książce
- Harry Cleaver, The Fragile Juggernaut, Leiden: Brill, 2024, ISBN 978-90-04-70863-1, ISBN 978-90-04-70836-5 (ang.). Brak numerów stron w książce

#### Artykuły
- Harry Cleaver, The Zapatista Effect: The Internet and the Rise of an Alternative Political Fabric, „Journal of International Affairs”, 2, 51, 1998, s. 621–640. Author's published version.
- Harry Cleaver, The "space" of cyberspace: Body politics, frontiers and enclosures, „Women & Performance: A Journal of Feminist Theory”, 1, 9, 1996, s. 239–247, DOI: 10.1080/07407709608571263.
- Harry Cleaver, Kropotkin, Self-valorization And The Crisis Of Marxism, „Anarchist Studies”, 2, 1994, s. 119–135 [dostęp 2016-06-08].
- Harry Cleaver, Close the IMF, abolish debt and end development: a class analysis of the international debt crisis, „Capital & Class”, 3, 13, 1989, s. 17–50, DOI: 10.1177/030981688903900102.
- Peter Bell, Harry Cleaver, Marx's crisis theory as a theory of class struggle, „Research in Political Economy”, 5, 5, 1989, s. 189–261.
- Harry Cleaver, Malaria, the Politics of Public Health and the International Crisis, „Review of Radical Political Economics”, 1, 9, 1977, s. 81–103, DOI: 10.1177/048661347700900106, PMID: 11615136.
- Harry Cleaver, Political Economy of Malaria De-Control, „Economic and Political Weekly”, 36, 11, 1976, s. 1463–1473.
- Harry Cleaver, Internationalisation of Capital and Mode of Production in Agriculture, „Economic and Political Weekly”, 13, 11, 1976, A2–A5+A7–A16.
- Harry Cleaver, The Contradictions of the Green Revolution, „The American Economic Review”, 1/2, 62, 1972, s. 177–186. Publikacja autora.